# Bettwiller
Ne doit pas être confondu avec Bettviller dans la Moselle
Bettwiller [bɛtvilɛʁ]  est une commune française située dans la circonscription administrative du Bas-Rhin et, depuis le 1er janvier 2021, dans le territoire de la Collectivité européenne d'Alsace, en région Grand Est.
Cette commune se trouve dans la région historique et culturelle d'Alsace.

## Géographie
La commune est située dans la région naturelle de l'Alsace Bossue.
|            | Rexingen   |           |
| Berg       | Bettwiller | Durstel   |
| Gungwiller | Weyer      | Drulingen |

### Hydrographie
La commune est dans le bassin versant du Rhin au sein du bassin Rhin-Meuse. Elle n'est drainée par aucun cours d'eau,.

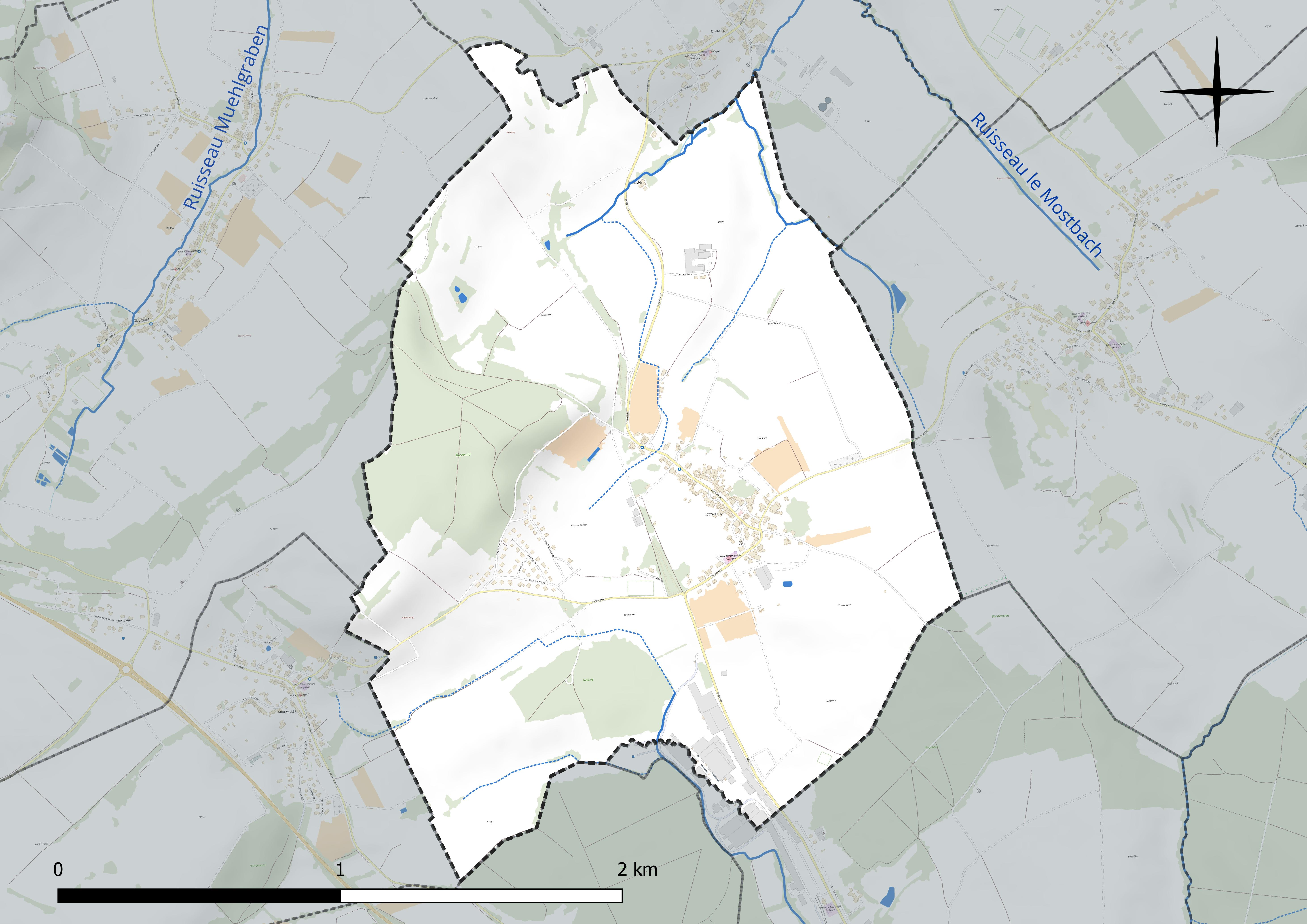
Réseau hydrographique de Bettwiller.

### Climat
Pour des articles plus généraux, voir Climat du Grand Est et Climat du Bas-Rhin.
En 2010, le climat de la commune est de type climat des marges montargnardes, selon une étude du Centre national de la recherche scientifique s'appuyant sur une série de données couvrant la période 1971-2000. En 2020, Météo-France publie une typologie des climats de la France métropolitaine dans laquelle la commune est exposée à un climat semi-continental et est dans la région climatique  Vosges, caractérisée par une pluviométrie très élevée (1 500 à 2 000 mm/an) en toutes saisons et un hiver rude (moins de 1 °C). 
Pour la période 1971-2000, la température annuelle moyenne est de 9,7 °C, avec une amplitude thermique annuelle de 17 °C. Le cumul annuel moyen de précipitations est de 974 mm, avec 12,6 jours de précipitations en janvier et 10,2 jours en juillet. Pour la période 1991-2020, la température moyenne annuelle observée sur la station météorologique de Météo-France la plus proche, « Berg », sur la commune de Berg à 2 km à vol d'oiseau, est de 10,4 °C et le cumul annuel moyen de précipitations est de 801,8 mm. 
La température maximale relevée sur cette station est de 37,4 °C, atteinte le 25 juillet 2019 ; la température minimale est de −16,8 °C, atteinte le 7 février 2012,,. 
Les paramètres climatiques de la commune ont été estimés pour le milieu du siècle (2041-2070) selon différents scénarios d'émission de gaz à effet de serre à partir des nouvelles projections climatiques de référence DRIAS-2020. Ils sont consultables sur un site dédié publié par Météo-France en novembre 2022.

## Urbanisme

### Typologie
Au 1er janvier 2024, Bettwiller est catégorisée commune rurale à habitat dispersé, selon la nouvelle grille communale de densité à sept niveaux définie par l'Insee en 2022.
Elle est située hors unité urbaine et hors attraction des villes,.

### Occupation des sols
L'occupation des sols de la commune, telle qu'elle ressort de la base de données européenne d’occupation biophysique des sols Corine Land Cover (CLC), est marquée par l'importance des territoires agricoles (76,9 % en 2018), en diminution par rapport à 1990 (83,5 %). La répartition détaillée en 2018 est la suivante : 
prairies (44,2 %), terres arables (25,8 %), forêts (13,2 %), zones urbanisées (6,9 %), cultures permanentes (5,4 %), zones industrielles ou commerciales et réseaux de communication (3 %), zones agricoles hétérogènes (1,4 %). L'évolution de l’occupation des sols de la commune et de ses infrastructures peut être observée sur les différentes représentations cartographiques du territoire : la carte de Cassini (XVIIIe siècle), la carte d'état-major (1820-1866) et les cartes ou photos aériennes de l'IGN pour la période actuelle (1950 à aujourd'hui).

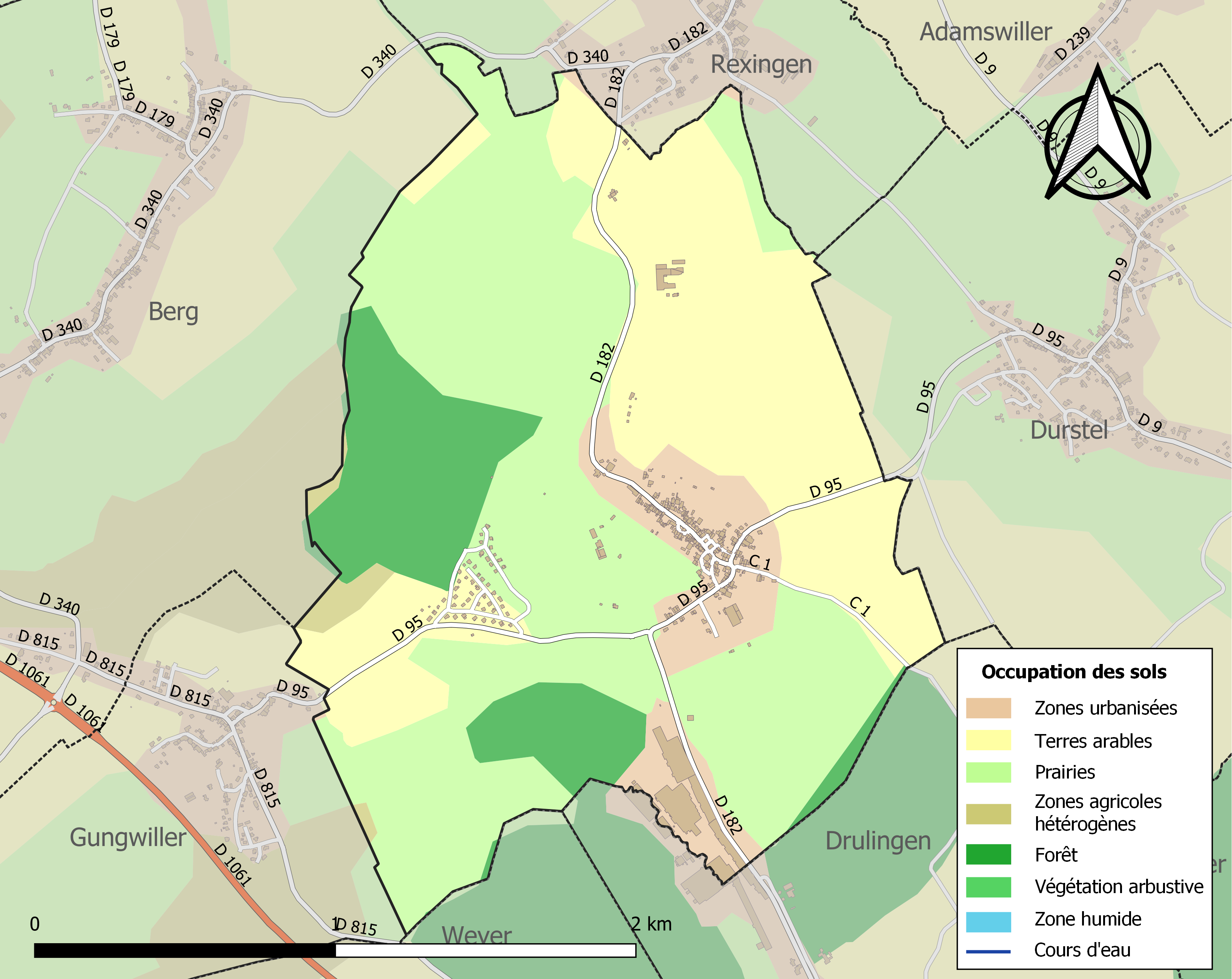
Carte des infrastructures et de l'occupation des sols de la commune en 2018 (CLC).

## Toponymie
- 713 : In marea Bettune ; 1793 : Bettweiller ; 1801 : Bettwiler.
- Bättwiller en francique rhénan[15]. Bettweiler en allemand.

## Histoire
Citée en tant que In marea Bettune en 713 dans les chartes de donation « Traditiones Wizenburgenses ».

### Héraldique
| Blason de Bettwiller | Blason  | De gueules au soc de charrue d'argent posé en pal et senestré d'un coutre du même. |
| Blason de Bettwiller | Détails |                                                                                    |

## Politique et administration
| Période                                  | Période                   | Identité                                             | Étiquette | Qualité     |
| ---------------------------------------- | ------------------------- | ---------------------------------------------------- | --------- | ----------- |
| avant 1988                               | ?                         | Adolphe Brua                                         |           |             |
| mars 2001                                | En cours (au 28 mai 2020) | Gilbert Holtzscherer, Réélu pour le mandat 2020-2026 | DVD       | Agriculteur |
| Les données manquantes sont à compléter. |                           |                                                      |           |             |

## Démographie
L'évolution du nombre d'habitants est connue à travers les recensements de la population effectués dans la commune depuis 1793. Pour les communes de moins de 10 000 habitants, une enquête de recensement portant sur toute la population est réalisée tous les cinq ans, les populations de référence des années intermédiaires étant quant à elles estimées par interpolation ou extrapolation. Pour la commune, le premier recensement exhaustif entrant dans le cadre du nouveau dispositif a été réalisé en 2008.

En 2022, la commune comptait 302 habitants, en évolution de −2,27 % par rapport à 2016 (Bas-Rhin : +3,17 %, France hors Mayotte : +2,11 %).
| 1793 | 1800 | 1806 | 1821 | 1831 | 1836 | 1841 | 1846 | 1851 |
| ---- | ---- | ---- | ---- | ---- | ---- | ---- | ---- | ---- |
| 254  | 265  | 267  | 308  | 329  | 289  | 277  | 286  | 287  |

| 1856 | 1861 | 1866 | 1871 | 1875 | 1880 | 1885 | 1890 | 1895 |
| ---- | ---- | ---- | ---- | ---- | ---- | ---- | ---- | ---- |
| 248  | 268  | 262  | 270  | 282  | 276  | 282  | 281  | 277  |

| 1900 | 1905 | 1910 | 1921 | 1926 | 1931 | 1936 | 1946 | 1954 |
| ---- | ---- | ---- | ---- | ---- | ---- | ---- | ---- | ---- |
| 295  | 295  | 334  | 321  | 303  | 310  | 291  | 281  | 263  |

| 1962 | 1968 | 1975 | 1982 | 1990 | 1999 | 2006 | 2008 | 2013 |
| ---- | ---- | ---- | ---- | ---- | ---- | ---- | ---- | ---- |
| 265  | 283  | 302  | 332  | 347  | 332  | 337  | 339  | 314  |

| 2018 | 2022 | - | - | - | - | - | - | - |
| ---- | ---- | - | - | - | - | - | - | - |
| 307  | 302  | - | - | - | - | - | - | - |

## Lieux et monuments
À l'emplacement de la localité se situait un habitat antique très mal connu (villa ?).
Des vestiges ont été mis au jour en 1789 : matériaux de construction, céramique ainsi qu'un petit monument lapidaire unique en son genre. Il s'agit d'une stèle à quatre divinités surmontée d'un gnomon (cadran solaire).
Cette stèle, taillée dans le grès bigarré, mesure 54 cm de haut. Les faces ont une largeur d'environ 20 cm. Les faces est et sud sont chacune décorée d'un bas-relief représentant une danseuse nue faisant tournoyer un voile, du genre bacchante et symbolisant les heures.
Apollon tenant un arc orne la face ouest tandis que Mercure figure sur la face nord.
Ce monument se rattache à l'art populaire de la première moitié du IIe siècle.
Le gnomon se présente sous la forme d'une demi-coupe hémisphérique et appartient à la famille des scaphés. R. Rohr fait remarquer que ce gnomon comporte des erreurs astronomiques qui n'apparaissent pas sur les autres cadrans solaires antiques connus au jour de 1982. Les indications gravées ne sont valables que pour un lieu situé sous l'Équateur ! Ce cadran semble donc davantage ornemental, destiné à décorer un jardin.
Cette œuvre est conservée au musée archéologique de Strasbourg.
L'église romane datant de 1717 fut démolie en 1914. Elle comportait des éléments gothiques, Renaissance et baroque. Un portail Renaissance datant de 1611 se voit à l'arrière de l'église actuelle. Elle fut réédifiée entre 1914 et 1924.
L'orgue Haerpfer date de 1922.

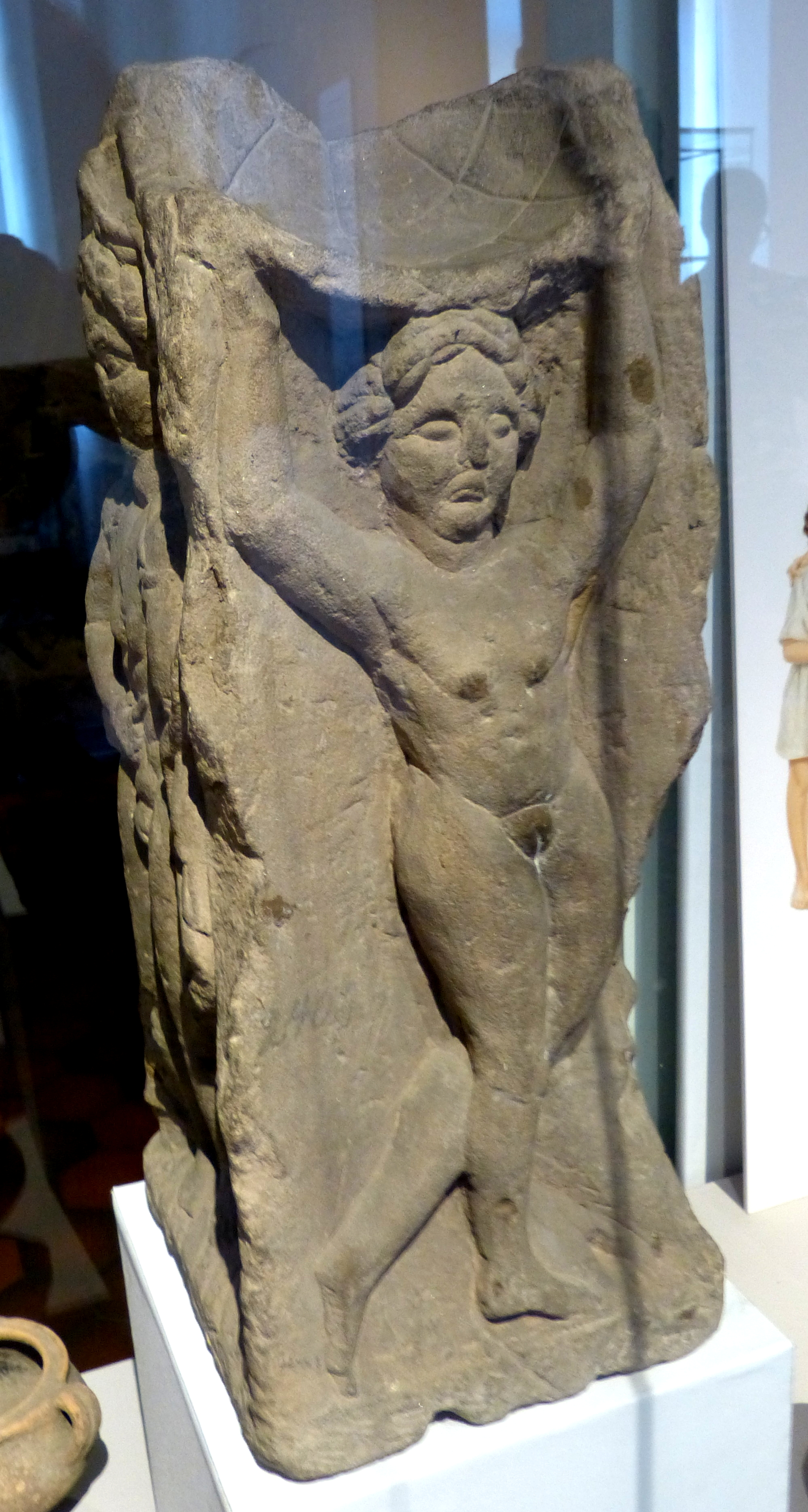
Stèle.